# Pedro Dellacha
Pedro Rodolfo Dellacha (ur. 9 lipca 1926, zm. 31 lipca 2010) – argentyński piłkarz, obrońca, stoper. Wzrost 174 cm, waga 78 kg. Później trener.
Urodzony w Lanús Dellacha jako piłkarz zdobył mistrzostwo Argentyny oraz dwukrotnie był członkiem zwycięskiej ekipy podczas turnieju Copa América. Jako trener także odniósł wielkie sukcesy – wraz z CA Independiente dwukrotnie zwyciężył w Copa Libertadores oraz zdobył miano najlepszej klubowej jedenastki świata. Zdobył także mistrzostwo 4 różnych krajów.

## Piłkarz
Dellacha w 1945 roku został piłkarzem klubu Quilmes. W pierwszym zespole zadebiutował jednak dopiero w 1947 roku. Wchodził w skład drużyny, która wygrała drugą ligę (Primera B) i awansowała w 1949 roku do pierwszej ligi. W Quilmes występował do 1951 roku, biorąc udział w 141 meczach klubu.
W 1952 roku przeszedł do klubu Racing Club de Avellaneda, w którym rozegrał 184 mecze i miał udział w zdobyciu mistrzostwa Argentyny w 1958 roku. W 1953 zagrał w filmie zatytułowanym El hijo del crack.
Jako piłkarz Racingu wziął udział w turnieju Copa América 1955, gdzie Argentyna zdobyła tytuł mistrza Ameryki Południowej. Dellacha zagrał w 4 meczach - z Paragwajem, Ekwadorem, Urugwajem i Chile.
Wciąż jako piłkarz Racingu wziął udział w turnieju Copa América 1956, gdzie Argentyna została wicemistrzem Ameryki Południowej. Dellacha zagrał tylko w dwóch meczach – z Peru i Urugwajem.
Rok później w turnieju Copa América 1957 po raz drugi w swej karierze świętował zdobycie mistrzostwa Ameryki Południowej. Zagrał we wszystkich sześciu meczach – z Kolumbią, Ekwadorem, Urugwajem, Chile, Brazylią i Peru. Dellacha był kapitanem zwycięskiego zespołu i za rolę w doprowadzeniu reprezentacji Argentyny do mistrzowskiego tytułu otrzymał nagrodę o nazwie Olimpia de Oro. Gra, jaką zaprezentował podczas zwycięskich mistrzostw, dała mu przydomek Don Pedro del Area.
Jako gracz Racingu był w kadrze reprezentacji Argentyny podczas finałów mistrzostw świata w 1958 roku, gdzie Argentyna odpadła już w fazie grupowej. Dellacha był kapitanem drużyny podczas wszystkich trzech spotkań – z Niemcami, Irlandią Północną i Czechosłowacją.
Po mistrzostwach przeniósł się do Meksyku, by grać w klubie Necaxa, gdzie w 1965 zakończył karierę piłkarską. Jeszcze w tym samym roku objął posadę trenerską w argentyńskim klubie Ferro Carril Oeste.
Dellacha w latach 1953–1958 35 razy grał w reprezentacji Argentyny. Uchodził za najlepszego obrońcę argentyńskiego lat 50..

### Sukcesy
| Sezon   | Drużyna   | Tytuł            |
| ------- | --------- | ---------------- |
| 1958    | Racing    | Mistrz Argentyny |
| 1955    | Argentyna | Copa América     |
| 1957    | Argentyna | Copa América     |
| 1959/60 | Necaxa    | Copa Mexico      |

## Trener
Po zakończeniu kariery piłkarskiej w 1965 roku Dellacha został trenerem. Pierwszym klubem, w którym podjął się pracy trenerskiej, był argentyński zespół Ferro Carril Oeste. Nasŧępnie pracował w CA Lanús, w latach 1968–1969 CA Platense i na koniec lat 60. w San Lorenzo de Almagro. W 1970 został trenerem klubu CA Independiente, z którym odniósł największe sukcesy w swej trenerskiej karierze. W 1971 zdobył mistrzostwo Argentyny, a rok później zwyciężył w Copa Libertadores 1972, po czym w 1972 zdobył Puchar Interkontynentalny. Wraz z Independiente zwyciężył także w turnieju Copa Libertadores 1975.
W 1976 objął pieczę nad klubem Racing Club de Avellaneda, a w następnym roku pracował już w Urugwaju, w klubie Club Nacional de Football, z którym zdobył tytuł mistrza kraju. Rok później świętował mistrzostwo Kolumbii z klubem Millonarios FC.
Z Kolumbii Dellacha przeniósł się do Meksyku, gdzie w latach 1980–1981 trenował klub CF Monterrey. Później od 1986 szkolił piłkarzy argentyńskiego klubu CA Huracán.
W 1992 trenując klub Alianza Lima zdobył mistrzostwo Peru. Następnie przeniósł się do Meksyku, gdzie do 1993 pracował w klubie Santos Laguna.
Łącznie w swojej trenerskiej karierze Dellacha zdobył mistrzostwo czterech krajów – Argentyny, Urugwaju, Kolumbii i Peru.

### Sukcesy
| Sezon              | Drużyna        | Tytuł                     |
| ------------------ | -------------- | ------------------------- |
| 1971 Metropolitano | Independiente  | Mistrz Argentyny          |
| 1972               | Independiente  | Copa Libertadores         |
| 1972               | Independiente  | Puchar Interkontynentalny |
| 1975               | Independiente  | Copa Libertadores         |
| 1977               | Nacional       | Mistrz Urugwaju           |
| 1978               | Millonarios FC | Mistrz Kolumbii           |
| 1992               | Alianza Lima   | Mistrz Peru               |